# Stockkampf
Stockkampf ist eine Bezeichnung für verschiedene Kampfsportarten und Kampfkunststile, bei denen ein kurzer oder langer Stock (oder Stab) als Schlagwaffe eingesetzt wird.
Vermutlich reichen die Wurzeln der Kampfkunst mit Stock und Stab bis in die Anfänge der Menschheitsgeschichte zurück. Es gibt dafür aber kaum sichere Belege – zum einen, weil Holz schnell verrottet und zum anderen, weil keine schriftlichen Quellen zur Verwendung von Stäben vor dem Hochmittelalter bekannt sind. Erst die Experimentalarchäologie konnte erste Erkenntnisse liefern. Neuere Untersuchungen legen nahe, dass im nördlichen Großbritannien die Kelten in der Spätbronzezeit (1300 bis 800 vor Christus) ihre Speere nicht nur zum Werfen und Stechen benutzten, sondern auch als Hiebwaffen. Im Lauf der Zeit entwickelten Kulturen aller Erdteile den Stockkampf zu einer Kampfkunst, in der es um mehr als plumpes Hauen und Stechen geht.

## Kampfkunststile
- Arnis-Kali-Eskrima / Escrima, philippinische Kampfkunst
- Bartitsu englische Selbstverteidigungstechnik mit einem Spazierstock
- Bataireacht, irische Kampfkunst
- Bâton français französische Stockkampfart
- Bōjutsu, japanische Kampfkunst mit langem Stock
- Canne (Kampfsport), französischer Stockkampf
- Grabong, Südostasiatischer Stockkampf[3][4]
- Jōdō, japanische Kampfkunst mit kurzem Stock
- Tānjō, japanische Kampfkunst mit ca. 90 cm kurzem Stock (meist auch Gehstock)
- Donga-Kampf der äthiopischen Surma
- Jogo do pau, portugiesische Kampfkunst
- Juego del Palo, kanarische Kampfkunst
- Bastone genovese, aus Genua stammende Form des italienischen Stockkampfes.[5]
- Maculelê, brasilianischer Kampftanz
- Pahuyuth, südostasiatische Kampfkunst[6]
- Singlestick, englisch/schottische Kampfsportart mit einem Stock als Breitschwertimitat.
- Silambam Nillaikalakki, indische Kampfkunst
- Taiaha, die traditionelle Holzwaffe der neuseeländischen Māori, zum Teil mit einem (hölzernen) Speerspitzen- und einem verdickten Keulenende.
- Ukudlalisa induku, Stockkampf der südafrikanischen Zulukultur[7]
- In zahlreichen chinesischen Kampfkunststilen werden Stöcke als Waffe eingesetzt. Bekannt sind insbesondere die Stocktechniken des Shaolin Kung Fu und des Wing Chun.
- In den historischen Kampfkünsten Europas wurde anhand der halben Stange der Kampf mit Stangenwaffen gelehrt. Auch wurde der Stockkampf bis ins frühe 20. Jahrhundert oft zur Vorbereitung auf den Umgang mit Klingenwaffen und zum Zweck der Körperertüchtigung unterrichtet.

„Das Stockfechten ist nicht nur eine sehr gute Vorschule zum Fechten mit der blanken Waffe, sondern auch eine der besten Freiübungen beim Turnen […]“

- Fälschlicherweise wird der japanische Schwertkampf Kendo oft auch als Stockkampf bezeichnet, weil die Shinais, die zum Üben dienen, aus Bambus sind.